# Método catártico
O método proposto pela psicanálise tem sua origem na escuta do sujeito que sofre. Por isso é imprescindível que esta escuta analítica se desdobre numa escuta de si. Foi assim que a interpretação dos seus próprios sonhos, iniciada antes mesmo da análise dos sonhos de seus pacientes, permitiu a Freud adentrar na complexidade do inconsciente e seu funcionamento. Este fato, por si só, já constitui uma quebra de paradigma no campo das ciências, na medida em que ele próprio se implica no processo de construção da sua teoria, passando a olhar para dentro si mesmo.
A partir dessa espécie de “auto-análise” empreendida por Freud e a partir de Anna O. – paciente de Breuer, cujo caso clínico foi publicado em 1895, na obra Estudos sobre a Histeria –, este método de tratamento inédito passa a tomar contorno. O caso citado fora tratado através da catarse e da ab-reação. Conforme o Dicionário de Psicanálisede Roudinesco (1998), o método catártico é o procedimento terapêutico pelo qual um sujeito consegue eliminar seus afetos patogênicos e, então, ab-reagi-los, revivendo os acontecimentos traumáticos a eles ligados. A fala é o meio pelo qual estes afetos são eliminados.
A palavra catarse tem origem grega e significa purificação; refere-se à libertação do que estava reprimido; sentimento de alívio causado pela consciência de sentimentos ou traumas anteriormente reprimidos.
Para a psicanálise o método catártico é um procedimento terapêutico pelo qual um indivíduo consegue liberar, trazendo a nível consciente, os sentimentos e emoções reprimidos que até então estavam em seu inconsciente. Por meio da fala, o paciente tem oportunidade de se conectar com ideias recalcadas que produzem sintomas atuais; podendo se libertar das consequências ou problemas que esses sentimentos lhe causavam.